# Déimaque de Platées
Pour les articles homonymes, voir Déimaque.

Déimaque (en grec ancien Δαίμαχος ou Δηίμαχος) est un ambassadeur et géographe grec de la première moitié du IIIe siècle av. J.-C. Il doit être distingué de l'historien homonyme du IVe siècle av. J.-C.

## Biographie
Il est originaire de la cité béotienne de Platées, il sert comme ambassadeur du dynaste séleucide Antiochos Ier Sôter (roi de 281 à 261 av. J.-C.) à Pâtaliputra, auprès de Bindusâra, roi de 297 à 273 av. J.-C. : fils et successeur du fondateur de l'empire maurya Chandragupta (le Sandrocottos des Grecs). Il s'inscrit ainsi dans la tradition des ambassadeurs qui dans la première moitié du  IIIe siècle av. J.-C. rédigent des descriptions de l'Inde, faisant découvrir au monde grec l'Inde épargnée par l'expédition d'Alexandre le Grand, comme Mégasthène et Denys.

## Œuvres
- Sur l’Inde, Περὶ ᾽Ινδικῆς, composé d'au moins deux livres[1]. Les fragments ont été rassemblés dans les FGrH de Felix Jacoby sous le numéro 716. Ils sont extraits d'Harpocration, Athénée de Naucratis et surtout Strabon[5]. Déimaque y donne des détails tant géographiques qu'ethnographiques, à l'instar de son modèle Mégasthène. Il a été utilisé par Eratosthène[6], Hipparque[7], et probablement Hégésandre[8]. Pourtant, il souffre des critiques acerbes d'Eratosthène, puis de Strabon, qui l'accusent d'ignorance[6].
- Mémoires poliorcétiques, Πολιορκητικά ῾Υπομνήματα, connues par Athénée le mécanicien et Étienne de Byzance[9].
- Sur la piété, Περὶ εὐσεβείας, cité par Plutarque, Vie de Lysandre, 12. Dans ce passage, l'auteur défend la théorie d'Anaxagore sur les météorites. Plutarque estime cependant que "Daimachos a besoin, pour se faire croire, de lecteurs de bonne composition".

L'attribution des deux derniers traités à notre Déimaque est sujet à débat. Jacoby les attribuait sans justification à son homonyme l'historien du IVe siècle av. J.-C. (FGrH 65), mais cette attribution a depuis été fortement contestée.